# Pontmain
Pontmain település Franciaországban, Mayenne megyében. Lakosainak száma 808 fő (2022. január 1.). Pontmain La Bazouge-du-Désert, Landivy, Saint-Ellier-du-Maine és Saint-Mars-sur-la-Futaie községekkel határos.

## Népesség
A település népességének változása:
| Lakosok száma | 659  | 2183 | 935  | 879  | 882  | 871  | 825  | 813  | 806  | 808  |
|               | 1968 | 1982 | 1990 | 2006 | 2013 | 2015 | 2017 | 2019 | 2020 | 2022 |